# Film:syn
film:syn (2008- ) er et dansk filmmagasin, der bliver vist på tv-stationen DK4. 
Programmets vært er journalisten og filmkritikeren Steffen Moestrup, der anmelder biografpremierer samt dvd-udgivelser. Ofte fokuserer programmerne på et enkelt tema, instruktør eller genre såsom mafiafilm, 3D-film eller pornofilm. Programmet søger målrettet at undgå en overfladisk behandling af sine emner og inddrager således ofte de psykologiske aspekter af selve filmoplevelsen via interviews med forskellige eksperter på dette felt.
film:syn er en videreudvikling af filmprogrammet 16:9, der blev sendt på DK4 i årene 2006-2008. I dag er 16:9 et online-filmtidsskrift.